# Munizip an-Nuqat al-Chams
An-Nuqat al-Chams, arabisch النقاط الخمس, DMG an-Nuqāṭ al-Ḫams, ist ein Munizip, das im Nordwesten der Libysch-Arabischen Republik, in der historischen Region Tripolitanien liegt. Die Hauptstadt von an-Nuqat al-Chams ist Zuwara.

## Geographie
Im Westen grenzt an-Nuqat al-Chams an Tunesien. Im Norden grenzt das Munizip an das Mittelmeer, im Hinterland grenzt es an folgende Munizipen:
- Munizip az-Zawiya – Osten
- Munizip al-Dschabal al-Gharbi – Südosten
- Munizip Nalut – Süden

## Verwaltungsgeschichte

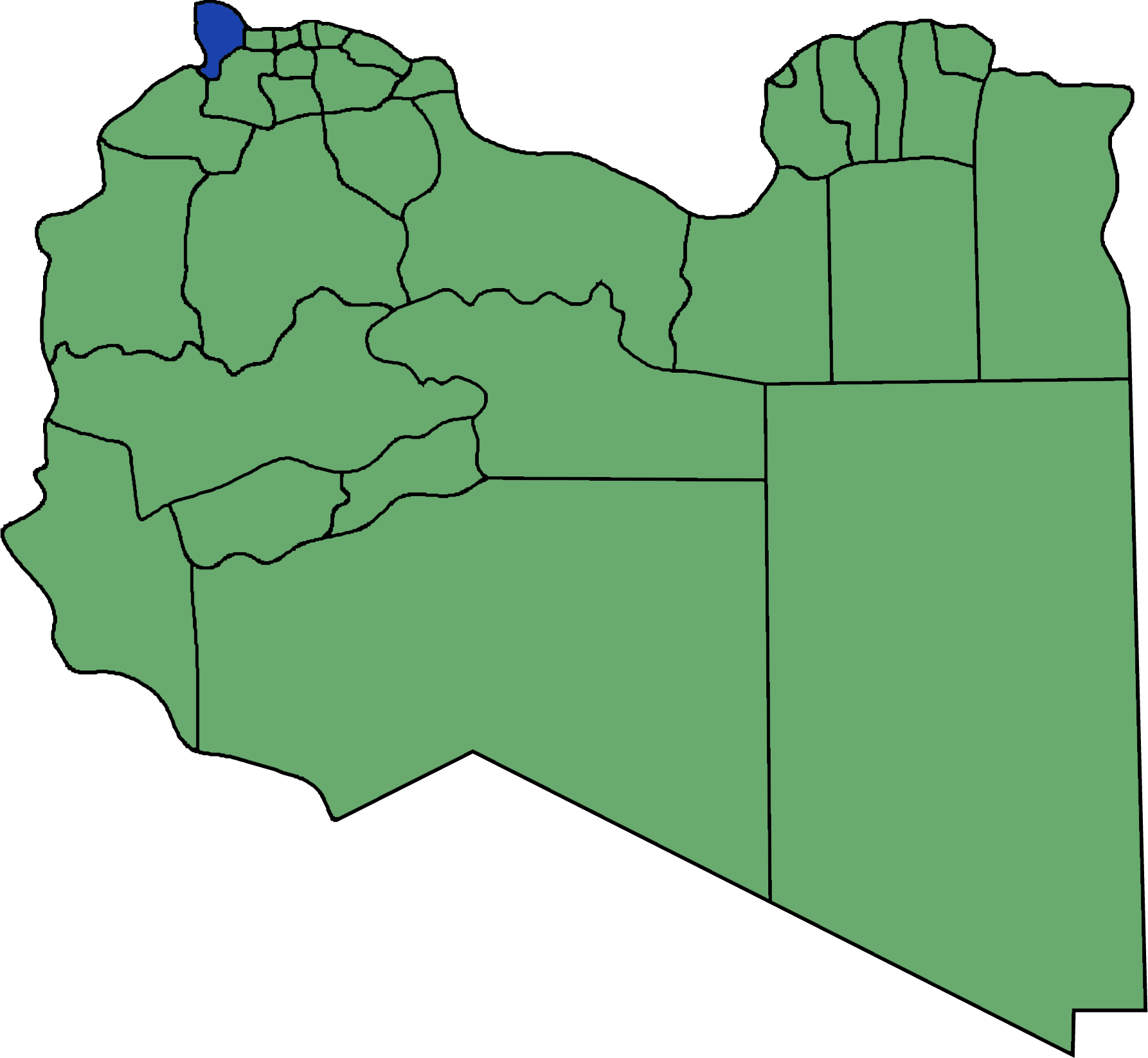
Munizipalgebiet vor 2007

Im Zuge der libyschen Territorialreform 2007 (shabiyah) erhielt das Munizip einige Gemeinden des aufgelösten Munizip Sabrata wa-Surman im Osten, so zum Beispiel Sabrata, jedoch nicht Surman.